# Эммануэль, Георгий Георгиевич
Георгий Георгиевич Эммануэль (1815—1868) — генерал-майор, участник Кавказской войны.

## Биография
Родился 8 (20) июля 1815 года и происходил из дворян Киевской губернии, сын известного героя Отечественной войны 1812 года и правителя Кавказской области генерала от кавалерии Георгия Арсеньевича Эммануэля.
Образование получил в частном учебном заведении и 15 июня 1830 года поступил на военную службу унтер-офицером в Кабардинский пехотный полк. Здесь вскоре ему пришлось принять участие в делах против горцев. Это дало ему широкую возможность отличиться, и уже 25 апреля 1831 года за выказанную храбрость он был произведён в прапорщики. В том же году при взятии укрепленного селения Кази-Мулы-Актан-Луха он был опасно ранен в правую ногу и за мужество и храбрость, выказанные в этом сражении, был награждён орденом св. Анны 3-й степени с бантом. Рана, полученная им во время вышеупомянутого сражения, оказалась весьма серьёзной, так что вынудила его в начале 1833 года оставить строй и отчислиться по армии.
Тогда же ему был назначен пенсион из инвалидного капитала по 550 рублей ассигнациями в год. Оправившись от раны, Эммануэль решил продолжать свою службу в кавалерии и по собственному желанию был переведён сначала в Каргопольский драгунский полк, а 6 июня 1835 года в кирасирский великой княгини Елены Павловны полк.
Произведённый 7 июня 1838 года в ротмистры, он вслед за тем был назначен исправляющим должность адъютанта при командире 2-го резервного кавалерийского корпуса, причём 31 октября 1845 года был произведён в майоры и в 1847 году награждён орденом Св. Анны 2-й степени.
В 1849 году Эммануэль с отличием принимал участие в Венгерском походе и был награждён императорской короной к ордену Св. Анны 2-й степени. В 1850 году Эммануэль был назначен адъютантом к командиру 4-го пехотного корпуса генералу Чеодаеву, а 28 сентября произведён в подполковники.
Переведённый 2 февраля 1852 года в кирасирский Военного Ордена полк, он в марте того же года был прикомандирован к Образцовому кавалерийскому полку, при котором находился около года, а 18 мая 1854 года снова был переведён в кирасирский великой княгини Елены Павловны полк, в котором оставался вплоть до своего назначения командиром кирасирского Военного Ордена кадрового полка, причём 26 ноября 1855 года был награждён орденом Св. Георгия 4-й степени за беспорочную выслугу 25 лет в офицерских чинах (№ 9718 по кавалерскому списку Григоровича — Степанова), а 25 июня 1857 года произведён в полковники.
Назначенный в том же году, 8 декабря, командиром кирасирского Военного Ордена полка, Эммануэль командовал этим полком до присоединения к полку в 1860 году Финляндского драгунского, когда был назначен командиром 2-го лейб-гусарского Павлоградского полка. Тогда же он был награждён орденом Св. Владимира 3-й степени.
С началом Польского восстания в 1863 году для Эммануэля начался новый род деятельности. Назначенный сначала исправляющим должность частного военного начальника Пултускского уезда Плоцкой губернии, а потом на ту же должность в Мариампольский уезд бывшей Августовской губернии, он энергично принялся за подавление восстания и за отличия, выказанные на этом поприще, был 3 ноября 1863 года произведён в генерал-майоры (со старшинствои от 10 мая) и назначен состоять по армейской кавалерии и при войсках в Царстве Польском. Несколько же дней спустя он получил новое назначение на должность младшего помощника начальника 1-й кавалерийской дивизии, причём, помимо этой должности, он вскоре был назначен ещё сначала временным членом специального комитета по устройству и образованию войск по делам, касающимся кавалерии, а потом и членом Главного комитета по устройству и образованию войск.
Последними наградами Эммануэля были: греческий орден Спасителя (1864 год) и русские ордена Св. Станислава 1-й степени (1864 год) и Св. Анны 1-й степени с мечами (1867 год).
Расстроенное службой на Кавказе здоровье Эммануэля всё ухудшалось и принудило его в начале 1868 года оставить строевую службу для лечения. 11 февраля того же года он был зачислен по армейской кавалерии и в запасные войска, но было уже поздно. Силы его были совершенно подорваны, и несмотря на старания врачей, он не мог уже оправиться. Эммануэль скончался в Женеве 10 ноября 1868 года, на 54-м году от рождения от гангрены. Был похоронен в Петербурге, на Волковом православном кладбище.

## Награды
- Орден Святой Анны 3-й ст. с бантом (1832)[2]
- Орден Святой Анны 2-й ст. (1847); императорская корона к ордену (1849)
- Знак отличия за XX лет беспорочной службы (1854)
- Орден Святого Георгия 4-й ст. за 25 лет службы (1855)
- Орден Святого Владимира 3-й ст. (1860)
- Орден Святого Станислава 1-й ст. (1864)
- Орден Святой Анны 1-й ст. с мечами под орденом (1867)
- Греческий Орден Спасителя командорский крест (1864)